# 太石河乡
太石河乡，是中华人民共和国甘肃省陇南市西和县下辖的一个乡镇级行政单位。

## 行政区划
太石河乡下辖以下地区：
崖湾村、银杏村、马坝村、月溜村、金陵村、龙山村、窑孔村、白崖村、吉龙村、魏坝村、胡山村、桃崖村和山青村。